# Autosoziobiografie
Die Autosoziobiografie ist ein literarisches Genre, das autobiografische, autofiktionale und gesellschaftsanalytische Elemente verbindet und sich im 21. Jahrhundert entwickelt hat. Die immanente Gesellschaftsanalyse befasst sich dabei vorrangig mit klassistischen Strukturen und Klassenübergängen. Eingeführt in die Literaturwissenschaft wurde der Begriff im Zusammenhang mit der Rezeption der französischen Schriftstellerin und Nobelpreisträgerin Annie Ernaux im Jahr 2011.

## Konzept
Die Autosoziobiografie bezeichnet eine literarische Gattung, in der individuelle biografische Erfahrungen mit analytischen Reflexionen über gegenwärtige gesellschaftliche Probleme verflochten werden. Diese besondere Form des Schreibens verbindet literarischen Anspruch mit soziologischer Analyse und schafft dadurch eine Authentizität sowie ein Identifikationspotenzial, das durch rein empirische Darstellungen nicht in vergleichbarer Weise vermittelt werden kann. Charakteristisch ist eine Erzählweise, in der autobiografische, fiktionale und gesellschaftsanalytische Elemente miteinander kombiniert werden.
Zentral ist dabei die Darstellung individueller Erfahrungen mit sozialen Hürden, Ausschlüssen und struktureller Diskriminierung. Diese Erlebnisse dienen als Ausgangspunkt für die Analyse von Reproduktionsmechanismen gesellschaftlicher Ungleichheit. Die eigene biografische Erfahrung wird geschildert und deren Inhalte gleichzeitig als „Kollektiverfahrung“ anerkannt.
Die Zielgruppe autosoziobiografischer Texte liegt häufig bei Rezipienten, die die geschilderten Erfahrungen sozialer Benachteiligung nicht selbst erlebt haben. Durch die erzählerische Aufarbeitung eines gesellschaftlich „fremden“ Lebensweges sollen Aufklärung und Perspektivwechsel ermöglicht werden, so die These der Literaturwissenschaftlerin Eva Blome.

## Soziologische Grundlage
Im deutschsprachigen Raum befasste sich bisher maßgeblich die Soziologie mit dem literarischen Genre, während die Literaturwissenschaft nachzog. Das liegt daran, dass eine zentrale theoretische Grundlage der Autosoziobiografie Pierre Bourdieus Konzept des Habitus sowie seine Theorie sozialer Felder bildet. Besonders beim literarischen Nachvollzug von Klassenübergängen liefern diese Begriffe ein analytisches Fundament für die Darstellung und Deutung von Distanzierungs- und Entfremdungserfahrungen zwischen Herkunfts- und Aufstiegsklasse, da diese von besagten sozialen Felder und dem Habitus abhängig sind.

## Merkmale
Autosoziobiografien thematisieren häufig Klassismus, die Herausforderungen des Bildungssystems und die Erfahrungen von Personen, die aus deklassierten Milieus stammen – insbesondere Arbeiterkinder. Dabei geht es sowohl um individuelle Chancen und Risiken als auch um Fragen sozialer (Nicht-)Mobilität. Klassenverhältnisse werden dabei häufig auch als Generationenverhältnisse verstanden.
Obwohl Bildung nicht das einzige Element sozialer Mobilität darstellt, wird sie als ein zentrales Moment thematisiert. Die Erzählenden sind in der Regel Erwachsene, die einen Bildungsaufstieg erlebt haben und auf ihre Herkunft und den damit verbundenen gesellschaftlichen Wandel zurückblicken. Die erzählerische Distanz legitimiert eine analytische Reflexion über die eigene Biografie im Kontext gesellschaftlicher Strukturen.
Die Relevanz der Gattung ergibt sich unter anderem aus ihrem Beitrag zur Auseinandersetzung mit Bildungsbenachteiligung. So steht etwa der Glaube an individuellen Aufstieg durch Eigenverantwortung und Leistungsbereitschaft im Spannungsfeld zur realen Erfahrung struktureller Barrieren.

## Abgrenzung zur Autofiktion und Autobiografie
Wie in der klassischen Autobiografie sind Autor, Erzähler und Hauptfigur in der Autosoziobiografie identisch. Gleichzeitig weisen Autosoziobiografien Überschneidungen mit der Autofiktion auf, bei der fiktive Figuren in realitätsnahen Szenerien auftreten. Der entscheidende Unterschied liegt jedoch in der gesellschaftsanalytischen Funktion: Eine Autosoziobiografie liegt nur dann vor, wenn eine systematische Reflexion gesellschaftlicher Themen – insbesondere Klassenverhältnisse und soziale Ungleichheit – anhand der eigenen Lebensgeschichte erkennbar ist. Erst durch diese analytische Komponente erhält die Gattung ihren spezifischen Charakter.

## Gattungsgeschichte
Die Autosoziobiografie ist ein Subgenre der Gegenwartsliteratur. Der Name begründet sich in der Nutzung des französischen Adjektivs "auto-socio-biographique" durch Annie Ernaux im Jahr 2011. Erste inhaltlich-formal prägende Impulse kamen aus Frankreich, insbesondere durch Didier Eribon, dessen Werk Rückkehr nach Reims (frz. Original 2009) seit der Veröffentlichung in Deutschland im Jahr 2016 maßgeblich zur Etablierung der Gattung im deutschsprachigen Raum beitrug. Seitdem verzeichnet die Gattung eine zunehmende Präsenz in der literarischen Öffentlichkeit. Eine bekannte Vertreterin im französischsprachigen Raum ist Annie Ernaux. In der deutschen Literatur gelten Christian Baron, Saša Stanišić, Daniela Dröscher, Jayrôme C. Robinet und Deniz Ohde als populäre Vertreter und Vertreterinnen.
Als thematischer Vorläufer kann auch Karin Strucks Klassenliebe gelten, deren Werk in den 1970er Jahren ähnliche Inhalte aufgriff. Formal unterscheidet sich Strucks Schreiben jedoch deutlich: Es fehlt die retrospektive Erzählweise sowie die soziale und emotionale Distanz, die für Autosoziobiografien konstitutiv ist. Das Werk wird dementsprechend als Autofiktion erachtet.

## Literarische Vertreter
- Didier Eribon – Rückkehr nach Reims
- Annie Ernaux – Die Jahre, Der Platz
- Édouard Louis – Das Ende von Eddy (En finir avec Eddy Bellegueule)
- Lynsey Hanley – Respectable: Crossing the Class Divide
- Christian Baron – Ein Mann seiner Klasse
- Deniz Ohde – Streulicht
- Daniela Dröscher – Zeige deine Klasse
- Saša Stanišić – Herkunft

## Kritik
Der Begriff des Bildungsaufstiegs ist nicht unumstritten. Er suggeriert eine Erfolgsgeschichte, die individuelle Opfer, emotionale Belastungen und Verluste von Zugehörigkeit häufig ausblendet. Kritisch hinterfragt wird zudem die Implikation, dass soziale Herkunftsschichten automatisch mit Bildungsferne gleichzusetzen seien – ein Bild, das es aktiv zu dekonstruieren gilt, so Eva Blome (* 1975) in ihrem Essay „Rückkehr zur Herkunft“.
Gleichzeitig benennt der Begriff aber deutlich die realen Wechselwirkungen zwischen Herkunft und Bildungsweg und macht gesellschaftliche Ungleichheiten sichtbar. Gerade deshalb gelten Autosoziobiografien von Bildungsaufsteigern als besonders aufschlussreich für gesellschaftliche Analysen. Durch ihre biografische Distanz zur Herkunftsklasse können diese Autoren Entfremdungserfahrungen artikulieren und gesellschaftliche Spannungsfelder besonders eindrücklich verdeutlichen.
Beim Klassenwechsel treten erlernte Strukturen der Herkunftsklasse besonders deutlich zutage – sowohl im Innenverhältnis des Selbst als auch in der äußeren Wahrnehmung durch andere. Damit wird die Verbindung zu soziologischen Theorien, insbesondere zu Bourdieu, als zentrale Bezugsperson des autosoziobiografischen Erzählens besonders offensichtlich.